# Dolany (hradiště)
Dolany jsou raně středověké hradiště v Královéhradeckém kraji. Nachází se jihovýchodně od Dolan u Jičíněvsi v okrese Jičín. Dochovaly se z něj terénní pozůstatky opevnění.

## Historie
Podle keramických zlomků získaných povrchovými sběry bylo hradiště osídleno přibližně v desátém století. Existence pozůstatků hradiště byla zjištěna na jižním okraji katastrálního území Dolany 21. června 1995 pomocí letecké archeologie.

## Archeologie
Východní polovina opevněné plochy, původně zatravněná, byla v letech 1995–2000 orána. Poté opět zatravněna. Zlomky nádob byly nalezeny pouze ve středu orané plochy, tedy v místě příkopu a v údajném vstupu do hradiště. Soubor keramiky je tvořen střepy z výduti hrncovitých nádob. Pouze jeden střep zdobí hřebenová vlnice.
Hradiště lze jen rámcově datovat do střední doby hradištní. Na základě malého počtu nálezů lze usuzovat na krátkodobé osídlení. Na základě velikosti severní plochy snad byla vnitřní část hradiště zastavěna několika objekty.

## Popis
Hradiště bylo postaveno na okraji výběžku na levém břehu jednoho z ramen řeky Mrliny. Opevnění se dochovalo na západní straně nad řekou v podobě valu širokého 3,5–5 metrů. Západní úsek je prohlubní v terénu rozdělen na severní (asi 0,15 ha) a jižní část. Rozloha vnitřní plochy tvaru oválu činí asi 0,4 ha. Obvodové opevnění je dlouhé přibližně 310 metrů. Objekt zabírá plochu přibližně 0,5 ha.
Naproti středové prohlubni (příkopu) byl určen vstup do jižní části opevněné plochy – předhradí. Na severní straně se val poškozený výstavbou cesty projevuje jako terénní vlna široká pět až šest metrů. Na jižní straně se dochoval příkop (šíře přibližně 60 cm) vytesaný v opukovém podloží. Je hluboký až 2,7 metru, ale ještě koncem dvacátého století byl zanášen odpadem a ornicí spláchnutou ze sousedního pole.